# 로버트 존슨
로버트 존슨(영어: Robert Johnson, 1911년 5월 8일 ~ 1938년 8월 16일)은 미국의 블루스 싱어송라이터이자 음악가였다. 1936년과 1937년에 그의 역사적인 음반은 가창력, 기타 기술, 그리고 후대에 영향을 준 작사 실력을 조합하여 보여준다. 27년 동안 이어진 그의 삶과 죽음은 많은 전설이 되었다. 한 파우스트적 신화는 그가 성공을 이루기 위해 미시시피 고속도로의 교차로에서 악마에게 영혼을 팔았다고 말한다. 주로 거리 모퉁이, 주크 조인트, 그리고 토요일 밤의 댄스에서 순회 공연자로서 존슨은 그의 일생 동안 상업적인 성공이나 대중의 인정을 거의 받지 못했다.
1961년 LP판 《King of the Delta Blues Singers》에 대한 그의 음반이 재발행된 후, 그의 작품은 더 많은 관객에게 다가갔다. 존슨은 현재 블루스의 대가, 특히 미시시피 델타 블루스의 스타일로 인정받고 있다. 그는 많은 록 음악가들로부터 중요한 영향을 받은 것으로 알려져 있다. 블루스와 록 음악가 에릭 클랩튼은 존슨을 "이전에 살았던 가장 중요한 블루스 가수"라고 불렀다.
존슨은 1986년 첫 입문식에서 로큰롤의 영향력으로 로큰롤 명예의 전당에 헌액되었다. 2003년 데이비드 프리크는 《롤링 스톤》 잡지의 "역사상 가장 위대한 기타리스트 100명"에서 존슨을 5위로 선정했다.

## 사망
존슨은 1938년 8월 16일 27세의 나이로 미시시피주 그린우드 근처에서 사망하였다. 존슨의 죽음은 공개적으로 보도되지 않았다. 거의 30년 후, 존슨의 삶을 연구하는 미시시피에 기반을 둔 음악학자 게일 딘 워들로가 존슨의 사망 증명서를 발견했는데, 그 증명서는 날짜와 장소만 기재되어 있었고, 공식적인 사망 원인은 없었다. 공식적인 부검은 이루어지지 않았다. 대신 사망진단서를 제출하는 형식적인 검사가 이뤄졌고, 당장 사망원인은 밝혀지지 않았다. 그는 선천성 매독에 걸렸을 가능성이 높으며, 나중에 의학 전문가들에 의해 이것이 그의 죽음에 기여하는 요인이 되었을지도 모른다는 의심이 들었다. 그러나, 30년 동안의 지역 구전 전통은 그의 나머지 인생 이야기와 마찬가지로, 희소한 역사 기록의 공백을 메우는 전설을 만들었다.

## 악마의 전설
전설에 따르면, 미시시피주 시골에 있는 농장에서 살고 있는 젊은이로서, 존슨은 위대한 블루스 음악가가 되고 싶은 엄청난 열망을 가지고 있었다. 전설 중 하나는 존슨이 자정에 도커리 농장 근처의 교차로로로 기타를 가져가라는 지시를 받았다고 종종 이야기한다(교차로의 위치로 다른 장소에 대한 주장이 있다). 그곳에서 그는 키가 큰 흑인(악마)을 만났고, 그는 기타를 들고 튜닝을 했다. 악마는 몇 곡을 연주한 다음 존슨에게 기타를 돌려주었고, 그는 악기를 마스터했다. 기로에 선 악마와의 거래에 대한 이 이야기는 파우스트의 전설을 반영한다. 그의 영혼의 대가로, 존슨은 그가 유명해진 블루스를 창조할 수 있었다.

## 음반 목록
- 1961년 《King of the Delta Blues Singers》
- 1970년 《King of the Delta Blues Singers, Vol. 2》
- 1990년 《The Complete Recordings》